# Comtat Venaissin

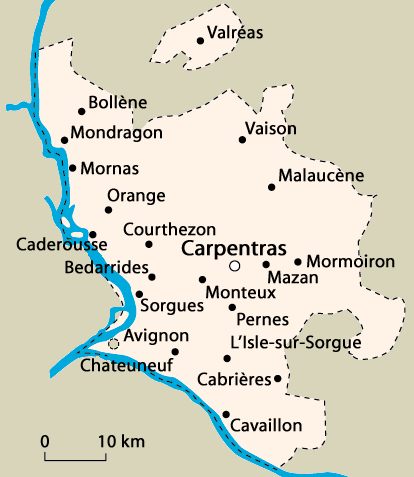
Karta över Comtat Venaissin

Comtat Venaissins heraldiska vapen

Comtat Venaissins flagga

Comtat Venaissin (även Comtat eller Venaissin; franska: Comté Venaissin) var förr ett grevskap i nuvarande södra Frankrike, senare en exklav till Kyrkostaten. Den var belägen i nuvarande franska regionen Provence-Alpes-Côte d'Azur (Provence), runt staden Avignon, som dock utgjorde en egen exklav. Benämningen Comtat Venaissin används alltjämt i folkmun, men saknar politisk innebörd.
Comtat Venaissin hade sitt namn efter staden Venasque, som länge var dess huvudstad. Andra städer var Carpentras, senare huvudstad, Cavaillon, Vaison, Valréas och L'Isle. Från frankerna övergick landet 1054 till grevarna av Arles och 1125 till grevarna av Toulouse. Genom greve Raimund VI:s dotter Johanna kom det till prins Alfons, Ludvig IX:s av Frankrike broder. Vid Alfons död 1271 bemäktigade sig konung Filip III grevskapet, som han 1273 skänkte påven Gregorius X. Efter denna tid tillhörde det med några avbrott (1662, 1688 och 1768-1774) den heliga stolen ända till 1791, då det förklarades för en del av Frankrike, vilket dock inte erkändes slutgiltigt av Kyrkostaten förrän genom freden i Paris 1814.